# Нескінченна буря
«Нескінченна буря» (англ. Infinite Storm) — американський художній фільм 2022 року режисера Малгожати Шумовської та оператора Міхала Енглерта (також вказаний як співрежисер). Сценарій Джоша Роллінза заснований на статті Тая Ганьє « High Places: Footprints in the Snow Lead to an Emotional Rescue» і розповідає про реальну історію Пем Бейлс, медсестри та гірського провідника, яка врятувала незнайомця під час снігового шторму в горах. У головних ролях Наомі Воттс та Біллі Хоул.

## Сюжет
Дія відбувається в районі Уайт-Маунтінс. Листопадового ранку самотня літня жінка на ім'я Пем виходить з дому, зібравшись для гірського походу. Вона заходить у безлюдне кафе, із власником якого Дейвом давно знайома. Той непокоїться за Пем, оскільки згодом у цей день прогнозують снігопад, а вночі різке зниження температури. Однак Пем продовжує свій шлях: на машині вона доїжджає до стоянки, де розмовляє з молодою парою, що тільки-но спустилася з гір. Вони кажуть, що нагорі дуже холодно і їдуть. Крім машини Пем, на стоянці залишається одна невідома машина.
Протягом кількох годин Пем йде вгору по горі Вашингтон, за цей час погода псується, починається сніг та сильний вітер. Якоїсь миті Пем чується крик вдалині, але вона нікого не бачить. У місці, де серед ялинок намело багато снігу, Пем провалюється вниз, і їй не відразу вдається вибратися. Коли вона непритомніє після падіння, у її свідомості спливають картини минулого: вона вдома з двома маленькими дівчатками. Вибравшись з ями, Пем продовжує шлях і раптово бачить сліди і людину, що сидить на гребені гори. Це виявляється легко одягнений напівзамерзлий чоловік, який не відповідає Пем. Вона вирішує називати його Джоном, відігріває і веде вниз. Через те, що дме сильний вітер, сніг, а Джон постійно падає, шлях займає кілька годин. При переході через річку Джон падає у воду, і Пем вирішує, що він потонув, але нижче за течією вона знаходить його. Цілком вибившись із сил, вже вночі вони досягають стоянки. Пем запрошує Джона сісти в машину, але той різко кидається до іншої машини та їде.
Через кілька днів Пем чує у програмі новин, що молодий чоловік, який зберіг анонімність, повідомив, що йому врятувала життя жінка на ім'я Пем, яка працює рятувальником та гірським інструктором в Уайт-Маунтінсі. Стаття про Пем з'являється у газеті. До неї приходить журналіст, який пропонує Пем спробувати знайти «Джона». Через деякий час у кафе Дейва Пем та Джон зустрічаються. Джон каже, що прийшов на гору у відчаї, щоб знайти померлу жінку (мабуть, його дружину), проте натомість зустрів Пем. Пем зізнається, що багато років тому вона втратила двох дочок через витік газу, і з того часу так і не прийшла до тями. Однак на запитання Джона про те, чи може цей стан колись скінчиться, вона каже, що її рятує природа, яка є «нескінченною бурею краси».
Фільм закінчується новим походом Пем у гори, де вона милується краєвидом, і титрами про те, що насправді зустріч із «Джоном» допомогла Пем Бейлс повернутися до життя та виховати чотирьох дітей.

## В ролях
- Наомі Воттс — Пем Бейлс
- Біллі Хоул — Джон
- Деніс О'Хер — Дейв
- Паркер Сойєрс — Патрік

## Виробництво
У лютому 2021 року стало відомо, що Наомі Воттс, Софі Оконедо, Біллі Хоул, Деніс О'Хер та Паркер Сойєрс приєдналися до акторського складу фільму, а Малгожата Шумовська та Міхал Енглерт виступатимуть режисерами проекту. Воттс також виступить як продюсер фільму: кінокомпанія Bleecker Street стане дистриб'ютором фільму в Сполучених Штатах, а Sony Pictures Worldwide Acquisitions — у світовому прокаті.
Зйомки почалися 1 лютого і завершилися 1 травня 2021.